# Mauremys leprosa
La testuggine palustre mediterranea (Mauremys leprosa Schweigger, 1812) è una specie di testuggine della famiglia dei Geoemididi.

## Tassonomia
Ne vengono riconosciute due sottospecie:
- M. l. leprosa Schweigger, 1812.
- M. l. saharica Schleich, 1996.

## Descrizione
La testuggine palustre mediterranea è molto simile alla testuggine palustre dei Balcani. In generale è leggermente più grande e di colori più chiari, ha una testa più massiccia e mascella con bordo liscio (non dentellato). Sul collo sono visibili diverse striature longitudinali chiare, tutte simili tra loro e di colore da giallo a rossastro pallido. A differenza della testuggine palustre dei Balcani, le striature laterali sono all'incirca della stessa lunghezza della stria mediana centrale. Inoltre dietro l'occhio è sempre visibile un punto giallo. L'iride chiara presenta solitamente una striscia trasversale scura. Gli arti sono di colore verde oliva scuro, con striature longitudinali gialle o arancioni. Il carapace, rigidamente collegato al piastrone da un ponte osseo, è piatto, allungato e in parte caratterizzato da una curvatura più pronunciata di singoli scuti. Negli animali giovani il carapace presenta su tutta la lunghezza un'evidente carenatura centrale e carenature laterali meno pronunciate e perlopiù interrotte. Negli esemplari adulti la carenatura centrale può ancora essere visibile almeno nella metà posteriore della corazza. Il colore di base del carapace va dal marrone chiaro al bruno-olivastro, gli scuti costali e marginali presentano al loro centro macchie circolari arancioni dai bordi neri (pronunciate soprattutto nei giovani). Il piastrone va dal giallognolo al marrone chiaro, negli esemplari più piccoli spesso con macchie scure e in quelli molto anziani con una prevalenza di nero.

## Distribuzione e habitat
Questa specie è diffusa sulla penisola iberica e in pochi siti nel sud e sud-ovest della Francia (Pirenei occidentali, Banyuls, Herault). Inoltre è diffusa anche in Nord Africa. La testuggine palustre mediterranea vive principalmente in pianura, in grandi specchi o corsi d'acqua a flusso lento caldi e ricchi di vegetazione, per esempio laghi o tratti placidi di fiumi e torrenti, ma anche in piccole raccolte d'acqua temporanee o perfino in acque inquinate o salmastre (per esempio estuari fluviali). In Europa vive ad altitudini fino a 1100 m, in Africa fino a quasi 2000 m. Il suo letargo invernale, solitamente breve, avviene nel fango dei fondali.

## Biologia
La testuggine palustre mediterranea è una specie diurna che ama prendere il sole in riva all'acqua, solitamente a una buona distanza di sicurezza da eventuali nemici: in caso di pericolo, infatti, questi animali si lasciano cadere in acqua e si nascondono nel fondale. Se catturati, inoltre, possono emettere una secrezione intensamente maleodorante. La dieta di questa specie può comprendere, a seconda delle disponibilità, alimenti vegetali e animali di vario genere, come per esempio piante acquatiche, alghe, insetti acquatici, lumache, girini o pesci morti. Questa specie si accoppia in primavera, più o meno a partire da marzo, e la deposizione delle uova avviene da maggio ad agosto, solitamente in 2-3 riprese intervallate di un mese. Le uova, deposte in numero da 4 a 13, si schiudono dopo circa tre mesi.

## Conservazione
Le principali minacce in Spagna, e presumibilmente altrove, sono legate all'alterazione dell'habitat, all'inquinamento agricolo e industriale, diminuzione delle raccolte d'acqua adatte, alla cattura accidentale legata alla pesca, mentre le minacce minori sono dovute alla cattura a fini commerciali.